# MAP3K1
MAP3K1 («митоген-активируемая белковая киназа киназы киназы 1»; англ. mitogen-activated protein kinase kinase kinase 1; КФ:2.7.11.25) — цитозольная серин/треониновая протеинкиназа семейства MAP3K, компонент нескольких сигнальных путей, регулирующих воспаление и иммунитет. Продукт гена MAP3K1

## Функция
Компонент протеинкиназного каскада переноса сигнала. Активирует киназные пути ERK и JNK за счёт фосфорилирования MAP2K1 и MAP2K4. Может фосфорилировать киназу MAPK8/JNK1. Активирует CHUK и IKBKB, центральные протеинкиназы сигнального пути NF-κB.

## Структура
Фермент состоит из 1520 аминокислот, молекулярная масса 164,47 кДа.

## Взаимодействия
MAP3K1 взаимодействует с AXIN1,, C-Raf,, Grb2,, MAP2K1, MAPK1, MAPK8, TRAF2 и UBE2I..